# Prix Piérre Gamare
Prix Piérre Gamare är ett montélopp för treåriga hingstar och ston som äger rum i maj på Hippodrome de Vincennes i Paris i Frankrike. Det är ett Grupp 2-lopp, man måste minst ha sprungit in 15 000 euro för att få starta. Den samlade prissumman 120 000 euro, varav 54 000 euro i förstapris.

## Vinnare
| 2024 | Little Orelie     | Feeling Cash     | Mathieu Mottier       | Mathieu Mottier   | 1'13"1    |           |           |           |           |           |
| 2023 | Kyt Kat           | Booster Winner   | Mathieu Mottier       | Thomas Levesque   | 1'14"4    |           |           |           |           |           |
| 2022 | Jaspers Turgot    | Korean           | David Thomain         | Franck Anne       | 1'14"4    |           |           |           |           |           |
| 2021 | Ici C'est Paris   | Dollar Macker    | Christopher Corbineau | Philippe Allaire  | 1'14"4    |           |           |           |           |           |
| 2020 | Kördes ej         | Kördes ej        | Kördes ej             | Kördes ej         | Kördes ej | Kördes ej | Kördes ej | Kördes ej | Kördes ej | Kördes ej |
| 2019 | Gainsborough      | Bird Parker      | Yoann Lebourgeois     | Romain Derieux    | 1'15"9    |           |           |           |           |           |
| 2018 | Ferreteria        | Goetmals Wood    | Matthieu Abrivard     | Yves Boireau      | 1'14"6    |           |           |           |           |           |
| 2017 | Evidence Roc      | Paris Haufor     | Emilie Le Beller      | Emilie Le Beller  | 1'14"5    |           |           |           |           |           |
| 2016 | Dreamer Delo      | Ready Cash       | Éric Raffin           | Sébastien Guarato | 1'15"7    |           |           |           |           |           |
| 2015 | Che Jenilou       | Goetmals Wood    | Éric Raffin           | Sébastien Guarato | 1'17"6    |           |           |           |           |           |
| 2014 | Bomba             | Goetmals Wood    | Mathieu Mottier       | Philippe Allaire  | 1'15"0    |           |           |           |           |           |
| 2013 | Arca des Jacquets | Prodigious       | Éric Raffin           | Philippe Moulin   | 1'16"7    |           |           |           |           |           |
| 2012 | Vanishing Point   | Ludo de Castelle | Damien Bonne          | Sébastien Guarato | 1'15"6    |           |           |           |           |           |
| 2011 | Uppercut du Rib   | Quadrophenio     | David Thomain         | Joël Hallias      | 1'16"6    |           |           |           |           |           |
| 2010 | Thorens Védaquais | Cygnus d'Odyssee | Yoann Lebourgeois     | Philippe Allaire  | 1'16"4    |           |           |           |           |           |
| 2009 | Suricate          | Ludo de Castelle | Romain Derieux        | Philippe Allaire  | 1'16"3    |           |           |           |           |           |
| 2008 | Replay Oaks       | Le Big Boss      | Emile Fournigault     | Gaston Alaine     | 1'15"8    |           |           |           |           |           |